# Mojca Kumerdej
Mojca Kumerdej (1964) és escriptora, crítica de dansa i teatre, filòsofa i cronista cultural. Es va llicenciar en filosofia i sociologia de la cultura a Ljubljana.
Debuta com a novel·lista el 2001 amb Krst nad Triglavom (Baptisme sobre Triglav). El segueix Fragma (2003), un llibre de relats breus en el qual mostra un món original a partir de la societat contemporània i les seves mancances. Antiherois mediocres marcats per un destí poc comú protagonitzen la seva prosa, un exponent de l'anomenada literatura femenina. Els seus relats s'han traduït a diversos idiomes i formen part de diferents antologies eslovenes, i també estrangeres.